# Mistrzostwa Europy w Koszykówce Mężczyzn 1946
Mistrzostwa Europy w koszykówce 1946 – 4. finały Mistrzostw Europy w koszykówce mężczyzn organizowane przez FIBA Europe. Pierwszy taki turniej od wybuchu II wojny światowej w 1939 roku. W zawodach udział wzięło 10 drużyn narodowych zrzeszonych w Międzynarodowej Federacji Koszykówki. Gospodarzem zawodów była po raz drugi w historii Szwajcaria, a spotkania rozgrywano w Genewie.

## Przebieg turnieju

### Runda wstępna
W rundzie wstępnej 10 drużyn zostało podzielonych na 3 grupy - w jednej grały 4 zespoły, a w dwóch pozostałych po 3 ekipy. Spotkania były rozgrywane systemem "każdy z każdym". Do półfinałów awansowali zwycięzcy grup 3-zespołowych oraz dwie najlepsze drużyny z grupy 4-zespołowej. Natomiast drużyny, które zajęły drugie miejsce w grupach 3-zespołowych rozegrały między sobą spotkanie o piąte miejsce. Pozostałe 4 drużyny grały ze sobą w rundzie klasyfikacyjnej o pozycje 7-10.

#### Grupa A
| Msc. | Zespół     | Pkt. | Wygr. | Por. | Rz. | Str. | Różnica |
| ---- | ---------- | ---- | ----- | ---- | --- | ---- | ------- |
| 1    | Włochy     | 6    | 3     | 0    | 152 | 71   | +81     |
| 2    | Węgry      | 5    | 2     | 1    | 113 | 70   | +43     |
| 3    | Polska     | 4    | 1     | 2    | 91  | 102  | -11     |
| 4    | Luksemburg | 3    | 0     | 3    | 53  | 166  | -113    |

| Polska     | 45 - 28 | Luksemburg |
| Włochy     | 39 - 31 | Węgry      |
| Luksemburg | 10 - 48 | Węgry      |
| Polska     | 25 - 40 | Włochy     |
| Włochy     | 73 - 15 | Luksemburg |
| Polska     | 21 - 34 | Węgry      |

#### Grupa B
| Msc. | Zespół   | Pkt. | Wygr. | Por. | Rz. | Str. | Różnica |
| ---- | -------- | ---- | ----- | ---- | --- | ---- | ------- |
| 1    | Francja  | 4    | 2     | 0    | 112 | 29   | +83     |
| 2    | Holandia | 3    | 1     | 1    | 66  | 74   | -8      |
| 3    | Anglia   | 2    | 0     | 2    | 38  | 113  | -75     |

| Anglia  | 27 - 48 | Holandia |
| Anglia  | 11 - 65 | Francja  |
| Francja | 47 - 18 | Holandia |

#### Grupa C
| Msc. | Zespół         | Pkt. | Wygr. | Por. | Rz. | Str. | Różnica |
| ---- | -------------- | ---- | ----- | ---- | --- | ---- | ------- |
| 1    | Czechosłowacja | 4    | 2     | 0    | 58  | 50   | +8      |
| 2    | Szwajcaria     | 3    | 1     | 1    | 50  | 43   | +7      |
| 3    | Belgia         | 2    | 0     | 2    | 56  | 71   | -15     |

| Czechosłowacja | 20 - 17 | Szwajcaria     |
| Belgia         | 23 - 33 | Szwajcaria     |
| Belgia         | 33 - 38 | Czechosłowacja |

### Runda półfinałowa
W rundzie półfinałowej drużyny z pierwszych miejsc w grupach oraz druga drużyna z grupy 4-zespołowej spotkały się ze sobą w walce o miejsca 1-4, a drużyny z ostatnich miejsc oraz trzecia drużyna z grupy 4-zespołowej grały o miejsca 7-10. W rundzie nie brały udziału drugie drużyny z grup 3-zespołowych, które spotkały się ze sobą w rundzie klasyfikacyjnej w meczu o 5 miejsce.

#### Spotkania o miejsca 7-10
| Anglia | 27 - 50 | Luksemburg |
| Polska | 22 - 39 | Belgia     |

#### Spotkania o miejsca 1-4
| Czechosłowacja | 42 - 28 | Węgry   |
| Włochy         | 37 - 25 | Francja |

### Runda finałowa
W rundzie finałowej każdy zespół grał jedno spotkanie o konkretną pozycję.  

#### Mecz o 9 miejsce
| Anglia | 22 - 50 | Polska |

#### Mecz o 7 miejsce
| Belgia | 42 - 11 | Luksemburg |

#### Mecz o 5 miejsce
| Holandia | 25 - 36 | Szwajcaria |

#### Mecz o trzecie miejsce
| Węgry | 38 - 32 | Francja |

#### Finał
| Czechosłowacja | 34 - 32 | Włochy |

## Klasyfikacja końcowa zespołów
| Poz. | Drużyna        |
| ---- | -------------- |
|      | Czechosłowacja |
|      | Włochy         |
|      | Węgry          |
| 4    | Francja        |
| 5    | Szwajcaria     |
| 6    | Holandia       |
| 7    | Belgia         |
| 8    | Luksemburg     |
| 9    | Polska         |
| 10   | Anglia         |

## Składy drużyn
1. Czechosłowacja: Ivan Mrázek, Miloš Bobocký, Jiří Drvota, Josef Ezr, Gustav Hermann, Jan Hluchý, Josef Křepela, Pavel Nerad, Ladislav Šimáček, František Štibitz, Josef Toms, Ladislav Trpkoš, Emil Velenský, Miroslav Vondráček (trener: František Hájek)
2. Włochy: Cesare Rubini, Giuseppe Stefanini, Sergio Stefanini, Albino Bocciai, Mario Cattarini, Marcello de Nardus, Armando Fagarazzi, Giancarlo Marinelli, Valentino Pellarini, Tullio Pitacco, Venzo Vannini
3. Węgry: Ferenc Németh, Géza Bajári, Antal Bánkuti, Géza Kardos, László Királyhidi, Tibor Mezőfi, György Nagy, Géza Rácz, Ede Vadászi, Ferenc Velkei (trener: István Király)